# Station Gdańsk Stocznia
Station Gdańsk Stocznia is een spoorwegstation in de Poolse plaats Gdańsk.